# Glückliche Reise – Portugal
Glückliche Reise – Portugal ist ein deutscher Fernsehfilm von Stefan Bartmann. Die Produktion des 14. Teils der Fernsehreihe Glückliche Reise erfolgte im November 1992 in Lissabon und Portimão an der Algarve. Der Film hatte seine Premiere am 23. Dezember 1993 auf ProSieben.

## Besetzung
Die Flugzeugbesatzung besteht aus Kapitän Viktor Nemetz (Juraj Kukura), seinem Co-Piloten Rolf Erhardt (Volker Brandt) sowie den Stewardessen Sabine Möhl (Alexa Wiegandt), Alexandra Peters (Claudine Wilde) und Eva Fabian (Sandra Krolik). Die Reiseleiter Sylvia Baretti und Andreas von Romberg werden von Conny Glogger und Thomas Fritsch gegeben. Als Gastdarsteller sind Katja Studt, Christiane Krüger, Claus Wilcke, Anaid Iplicjian, Jale Arıkan, Rogério Samora, Katja Bienert, Lutz Reichert und Torsten Emrich zu sehen. 

## Handlung
Die Webers sind mit Tochter Babette an die Algarve gekommen. Mutter Ruth möchte im Urlaub Schönheitskuren machen und Vater Jens ist nur mit seiner Arbeit beschäftigt. So fühlt sich Babette vernachlässigt. Um Aufmerksamkeit zu erregen, steckt sie Ohrclips ihrer Mutter in die Tasche der Stewardess Sabine und bezichtigt diese des Diebstahls. Als die Wahrheit herauskommt, bekommt sie vom Vater Hausarrest, flüchtet aber und hinterlässt einen Abschiedsbrief, der die Eltern in helle Aufregung versetzt.
Die Fischfabrikantin Maria Seabra sucht einen Mann für ihre Tochter Rosa. Rolf Erhardt, gestandener Pilot mit schmucker Uniform, scheint gerade der Richtige zu sein. Versuche von Maria, Rosa mit Rolf zu verkuppeln, scheitern kläglich, denn ohne Wissen der Mutter hat Rosa bereits einen Auserwählten, den Fischer Otello. Aber Rolf gefällt auch Maria!
Reiseleiter Andreas lässt einen Film entwickeln, den er auf der Straße gefunden hat, nachdem er und Sylvia ein eng umschlungenes Liebespaar beobachtet hatten. Auf den Abzügen erkennt man, wie der Mann seine Geliebte ermordet. Sylvia und Andreas machen sich auf die Suche nach dem Täter. Auch die Polizei wird eingeschaltet. Schließlich stellt sich aber heraus, dass eine Gruppe von Schauspielern und Fotografen Szenen für ein Fotomagazin stellt.